# Brandub mac Echach
Brandub mac Echach (morto em 605) foi um rei irlandês da dinastia Uí Ceinnselaig de Leinster. Seu pai, Echu mac Muiredaig foi rei dos Uí Ceinnselaig. Eles perteceram a um ramo conhecido por Uí Felmeda descendentes de Fedelmid, filho de Énnae Cennsalach. Seu filho Óengus, seu neto Muiredach, e o bisneto Eochu foram todos reis dos Uí Cheinnselaig.
De acordo com o Livro de Leinster, Brandub sucedeu Áed Cerr mac Colmáin Már (morto em 595) da dinastia Uí Dúnlainge como rei de Leinster (na verdade, Áed Dibchine mac Senaig da dinastia Uí Máil)

## Nascimento
No manuscrito Rawlinson B 502, datado de aproximadamente 1130, está o poema Gein Branduib maic Echach ocus Aedáin maic Gabráin (O Nascimento de Brandub filho de Eochu e de Aedán filho de Gabrán). Ele conta como Áedán mac Gabráin, de Dál Riata, irmão gêmeo de Brandub, foi trocado no nascimento por uma das filhas gêmeas de Gabrán, nascidas na mesma noite, a fim de que cada família pudesse ter um filho. Se o conto é inteiramente fabricado, ou se reflete um relacionamento entre Brandub e Áedán, pode apenas ser sugerido. De acordo com esta história, o pai de Brandub, Echu, foi expulso do reino por Fáelán mac Síláin, seu antecessor na realeza da Uí Chennselaig e foi morar em Dál Riata, na corte de Gabrán, onde Brandub e Aedán cresceram juntos. Mais tarde, Echu voltou a ser rei e levou seu filho com ele. Depois, quando Aedán e Brandub se tornaram reis, Aedán reivindicou a realeza da Irlanda e invadiu Leinster.

## A defesa de Leinster
A primeira menção de Brandub nos anais é como vitorioso na batalha de Mag Ochtair (Cloncerry, N. Kildare) sobre os Uí Néill em 590. Em 598 Brandub derrotou o grão-rei de Uí Néill, Áed mac Ainmuirech, do Cenél Conaill na batalha de Dún Bolg (Dunboyke, condado de Wicklow), e o grão-rei foi morto, interrompendo a expansão em direção ao sul de Uí Néill. O Borúma Laigin (Tributo de Gado de Leinster) e os anais registram que a guerra foi causada pela morte do filho de Áed, Cummascach, por Brandub em 597, em Dún Buchat.
O Borúma Laigin dá muitos detalhes deste evento. Brandub teve a assistência de São Máedóc de Ferns (morto em 632), que tentou obter uma trégua para Brandub com o grão-rei. Máedóc então concebeu uma estratégia para manter as forças de Brandub escondidas em cestas de alimentos para infiltrar-se no campo inimigo. Máedóc recebeu Ferns, após a batalha, em retribuição ao apoio dado a Brandub. A saga também relata que os ulaid eram aliados de Leinster e que o rei de Airgialla foi morto lutando pelo grão-rei.
De acordo com poemas posteriores no Livro de Leinster, que registram seus "sete golpes contra Brega" (mais tarde governado pelo Síl nÁedo Sláine), ele também pode ter reconquistado terras perdidas para os Uí Néill na região central da Irlanda. Isto também é mencionado nos anais datados de 599. Os últimos reis de Uí Cheinnselaig, como Diarmait mac Maíl na mBó e seu neto Diarmait Mac Murchada, embora descendente de uma linhagem diferente, associaram os sucessos de Brandub com seu ramo do clã.
Em 605 Brandub sofreu uma derrota na Batalha de Slaebre contra os Uí Néill sob o comando do grão-rei Áed Uaridnach do Cenél nEógain. Ele foi assassinado por seu próprio parente e genro Sarán Saebderc.

## Descendentes
A linhagem do Fir Thulach (no moderno condado de Westmeath), subordinado ao Clann Cholmáin nos últimos tempos, traçam sua ancestralidade de Brandub, assim como o Uí Felmeda (do moderno condado de Carlow).